# Sucre megye
Sucre Kolumbia egyik megyéje. Az ország északi részén terül el, az Atlanti-óceán partján. Székhelye Sincelejo.

## Földrajz
Az ország északi részén elterülő megye északon és keleten Bolívar, délen és délnyugaton Córdoba megyével határos, míg északnyugaton az Atlanti-óceánnal.

## Gazdaság
Legfontosabb termesztett növényei a manióka, a jamsz, a rizs és a kukorica.

## Népesség
Ahogy egész Kolumbiában, a népesség növekedése Sucre megyében is gyors, ezt szemlélteti az alábbi táblázat:
| Év             | Lakosság |
| -------------- | -------- |
| 1985           | 561 649  |
| 1993           | 624 463  |
| 2005           | 772 010  |
| 2012 (becsült) | 834 937  |